# Escrita Pollard
A escrita Pollard, também chamada Pollard Miao (Chinês: 柏格理苗文 Bó Gélǐ Miao-wen) ou Miao,é um abugida livremente baseado no alfabeto latino que foi criado pelo missionário igreja metodista Sam Pollard. Pollard criou a escrita para uso na língua A-Hmao, uma das muitas línguas miao. A escrita sofreu muitas revisões até 936, quando uma tradução do Novo Testamento foi publicada usando o idioma. A introdução de materiais cristãos com a escrita que Pollard inventou causou um grande impacto entre o povo Miao. Parte da razão era que havia uma lenda sobre como seus antepassados possuírem uma escrita, mas a perderam. De acordo com essa lenda a escrita seria trazida de volta um dia. Quando a mesma foi introduzida, muitos Miao vieram de longe para ver e aprender.
Pollard creditou a ideia básica do escrita no silabário Cree projetado por James Evans em 1838-1841, "Ao resolver o problema, lembramos o caso dos silabários usados por um missionário metodista entre os índios da América do Norte, e resolveu fazer o que tinha feito ". Ele também deu crédito a um pastor chinês: "Stephen Lee me ajudou muito bem neste assunto, e finalmente chegamos a um sistema". Ao listar as frases que ele usou para descrever a elaboração do escrita, há uma indicação clara do trabalho intelectual: "nós olhamos sobre", "resolvemos tentar", "adaptando o sistema", "solucionamos nosso problema".
A mudança da política na China levou ao uso de várias escritas concorrentes, a maioria das quais romanizadas. A Pollard permanece popular entre os Hmong na China, embora os Hmong fora da China tenham usado uma das escritas alternativas. Uma revisão da escrita foi concluída em 1988, essa permanece em uso.
Tal como acontece com a maioria dos outros abugidas, as letras Pollard representam consoantes, enquanto que vogais são indicadas por diacríticos. Apenas, no entanto, a posição desses diacríticos é variada para representar tons. Por exemplo, no Hmong ocidental, colocar o diacrítico da vogal acima da letra consoante indica que a sílaba tem um tom alto, ao passo que colocá-la no canto inferior direito indica um tom baixo.
As línguas que usam a escrita Pollard são A-Hmao, Lipo, Szechuan  (do grupo Miao), Nasu

## Alfabetos
A escrita foi originalmente desenvolvida para A-Hmao, mas adotada primeiramente para a Língua lipo. Em 1949, Pollard adaptou-a para um grupo de Miao em Szechuan, criando um alfabeto distinto. Há também o alfabeto da língua Nasu que tem base na Pollard..

## Unicode
A Pollard foi proposta pela primeira vez para inclusão em Unicode por John Jenkins em 1997. 
Demorou muitos anos para chegar a uma proposta final em 2010.
Foi adicionada ao Padrão Unicode em janeiro de 2012 com o lançamento da versão 6.1. O bloco Unicode da Pollard escrita, chamada Miao, é U+16F00–U+16F9F:

## Publicações
- Enwall, Joakim (1994). A Myth Become Reality: History and Development of the Miao Written Language, two volumes. Stockholm East Asian Monographs, 5 & 6. Stockholm: Institute of Oriental Languages, Stockholm University
- Pollard, Samuel (dezembro 1909). «Gathering up the Fragments». The United Methodist Magazine. 2: 531–35
- Wen, You (1938). «Lun Pollard Script». Xinan bianjiang. 1: 43–53
- Wen, You (1951), Guizhou Leishan xin chu canshi chukao. Huaxi wenwu Reprinted in Wen You (1985). Wen You lunji. Beijing: Zhongyang minzu xueyuan keyanchu